# The Vault: Old Friends 4 Sale
The Vault: Old Friends 4 Sale es el vigésimo primer álbum de estudio del músico estadounidense Prince, publicado el 24 de agosto de 1999 por Warner Bros. Records. Fue grabado entre 1985 y 1994, y fue el último álbum de Prince con la discográfica Warner Bros.

## Lista de canciones
Todas las canciones fueron compuestas por Prince.
1. "The Rest of My Life" – 1:40
2. "It's About That Walk" – 4:26
3. "She Spoke 2 Me" – 8:20
4. "5 Women" – 5:13
5. "When the Lights Go Down" – 7:11
6. "My Little Pill" – 1:09
7. "There Is Lonely" – 2:29
8. "Old Friends 4 Sale" – 3:27
9. "Sarah" – 2:53
10. "Extraordinary" – 2:28